# Campeonato Argentino de Voleibol Masculino de 2017-18 - Liga A1
A Liga de Voleibol Argentina de 2017–18 foi a 22.ª edição desta competição organizada pela Associação de Clubes da Liga Argentina de Voleibol (ACLAV). Participaram do torneio onze equipes provenientes de cinco regiões argentnas, ou seja, de Buenos Aires, Neuquén, Santa Fé, Tucumã e San Juan.
A equipe da cidade de San Juan venceu o último jogo das finais por 3 a 0 e fechou a série final em 3 a 1 no placar agregado. Assim, somou seu sétimo título nacional e alcançou seu adversário na história do campeonato. O oposto polonês Zbigniew Bartman foi eleito o melhor jogador da fase final.

## Equipes participantes
| Equipe               | Cidade                    | Última participação | Temporada 2016/2017 |
| -------------------- | ------------------------- | ------------------- | ------------------- |
| Bolívar Vóley        | San Carlos de Bolívar     | 2016–17             | 1.º                 |
| Ciudad Vóley         | Buenos Aires              | 2016–17             | 3.º                 |
| Gigantes del Sur     | Neuquén                   | 2016–17             | 5.º                 |
| Libertad Burgi Vóley | San Jerónimo Norte        | A2 2016–17          | 2.º                 |
| Monteros Vóley Club  | Monteros                  | A2 2016–17          | 1.º                 |
| Obras de San Juan    | San Juan                  | 2016–17             | 6.º                 |
| PSM Vóley            | Puerto General San Martín | 2016–17             | 11.º                |
| River Plate          | Buenos Aires              | 2016–17             | 8.º                 |
| UNTreF Vóley         | Tres de Febrero           | 2016–17             | 10.º                |
| UPCN San Juan Vóley  | San Juan                  | 2016–17             | 2.º                 |
| Lomas Vóley          | Lomas de Zamora           | 2016–17             | 4.º                 |

## Fase classificatória

### Classificação
- Vitória por 3 sets a 0 ou 3 a 1: 3 pontos para o vencedor;
- Vitória por 3 sets a 2: 2 pontos para o vencedor e 1 ponto para o perdedor.
- Não comparecimento, a equipe perde 2 pontos.
- Em caso de igualdade por pontos, os seguintes critérios servem como desempate: número de vitórias, média de sets e média de pontos.

|  |                                                |
|  | Equipes classificadas para as quartas de final |

| Pos. | Equipe               | Pts | V  | P  | T  | SV | SP | PV   | PP   |
| ---- | -------------------- | --- | -- | -- | -- | -- | -- | ---- | ---- |
| 1    | Bolívar Vóley        | 45  | 15 | 5  | 20 | 50 | 25 | 1769 | 1602 |
| 2    | UPCN San Juan Vóley  | 43  | 15 | 5  | 20 | 49 | 26 | 1780 | 1637 |
| 3    | Lomas Vóley          | 41  | 15 | 5  | 20 | 50 | 28 | 1775 | 1651 |
| 4    | Ciudad Vóley         | 36  | 12 | 8  | 20 | 46 | 32 | 1806 | 1701 |
| 5    | Gigantes del Sur     | 33  | 10 | 10 | 20 | 41 | 36 | 1738 | 1728 |
| 6    | Obras de San Juan    | 31  | 13 | 7  | 20 | 44 | 41 | 1853 | 1872 |
| 7    | Libertad Burgi Vóley | 28  | 9  | 11 | 20 | 36 | 43 | 1726 | 1755 |
| 8    | Monteros Vóley Club  | 28  | 8  | 12 | 20 | 36 | 38 | 1654 | 1672 |
| 9    | UNTreF Vóley         | 18  | 5  | 15 | 20 | 27 | 50 | 1634 | 1756 |
| 10   | River Plate          | 14  | 4  | 16 | 20 | 19 | 50 | 1510 | 1671 |
| 11   | PSM Vóley            | 13  | 4  | 16 | 20 | 25 | 54 | 1676 | 1876 |

Fonte: ACLAV

## Playoffs
|  | Quartas-de-final                      | Quartas-de-final                      | Quartas-de-final                      | Quartas-de-final                      | Quartas-de-final                      | Quartas-de-final                      | Quartas-de-final                      |   |              | Semifinais               | Semifinais               | Semifinais               | Semifinais               | Semifinais               | Semifinais               | Semifinais               |  |  | Final                            | Final                            | Final                            |   |   |   |   |
|  | 22 de fevereiro a 10 de março de 2018 | 22 de fevereiro a 10 de março de 2018 | 22 de fevereiro a 10 de março de 2018 | 22 de fevereiro a 10 de março de 2018 | 22 de fevereiro a 10 de março de 2018 | 22 de fevereiro a 10 de março de 2018 | 22 de fevereiro a 10 de março de 2018 |   |              | 16 a 24 de março de 2018 | 16 a 24 de março de 2018 | 16 a 24 de março de 2018 | 16 a 24 de março de 2018 | 16 a 24 de março de 2018 | 16 a 24 de março de 2018 | 16 a 24 de março de 2018 |  |  | 29 de março a 7 de abril de 2018 | 29 de março a 7 de abril de 2018 | 29 de março a 7 de abril de 2018 |   |   |   |   |
|  |                                       |                                       |                                       |                                       |                                       |                                       |                                       |   |              |                          |                          |                          |                          |                          |                          |                          |  |  |                                  |                                  |                                  |   |   |   |   |
|  | 1º                                    | Bolívar Vóley                         | 3                                     | 2                                     | 3                                     | 3                                     | -                                     |   |              |                          |                          |                          |                          |                          |                          |                          |  |  |                                  |                                  |                                  |   |   |   |   |
|  | 8º                                    | Monteros Vóley Club                   | 1                                     | 3                                     | 2                                     | 2                                     | -                                     |   |              |                          |                          |                          |                          |                          |                          |                          |  |  |                                  |                                  |                                  |   |   |   |   |
|  | 8º                                    | Monteros Vóley Club                   | 1                                     | 3                                     | 2                                     | 2                                     | -                                     |   | 1º           | Bolívar Vóley            | 3                        | 0                        | 3                        | 3                        | -                        |                          |  |  |                                  |                                  |                                  |   |   |   |   |
|  |                                       |                                       |                                       |                                       |                                       |                                       |                                       |   | 1º           | Bolívar Vóley            | 3                        | 0                        | 3                        | 3                        | -                        |                          |  |  |                                  |                                  |                                  |   |   |   |   |
|  |                                       | 4º                                    | Ciudad Vóley                          | 0                                     | 3                                     | 0                                     | 2                                     | - |              |                          |                          |                          |                          |                          |                          |                          |  |  |                                  |                                  |                                  |   |   |   |   |
|  | 4º                                    | 4º                                    | Ciudad Vóley                          | 0                                     | 3                                     | 0                                     | 2                                     | - | Ciudad Vóley | 3                        | 3                        | 3                        | -                        | -                        |                          |                          |  |  |                                  |                                  |                                  |   |   |   |   |
|  | 4º                                    |                                       |                                       |                                       |                                       |                                       |                                       |   | Ciudad Vóley | 3                        | 3                        | 3                        | -                        | -                        |                          |                          |  |  |                                  |                                  |                                  |   |   |   |   |
|  | 5º                                    | Gigantes del Sur                      | 0                                     | 1                                     | 0                                     | -                                     | -                                     |   |              |                          |                          |                          |                          |                          |                          |                          |  |  |                                  |                                  |                                  |   |   |   |   |
|  |                                       |                                       |                                       |                                       |                                       |                                       |                                       |   |              |                          |                          |                          |                          |                          |                          |                          |  |  | 1º                               | Bolívar Vóley                    | 2                                | 3 | 0 | 0 | - |
|  |                                       |                                       | 2º                                    | UPCN San Juan Vóley                   | 3                                     | 1                                     | 3                                     | 3 | -            |                          |                          |                          |                          |                          |                          |                          |  |  |                                  |                                  |                                  |   |   |   |   |
|  | 2º                                    | UPCN San Juan Vóley                   | 3                                     | 3                                     | 3                                     | -                                     | -                                     |   |              |                          |                          |                          |                          |                          |                          |                          |  |  |                                  |                                  |                                  |   |   |   |   |
|  | 7º                                    | Libertad Burgi Vóley                  | 0                                     | 0                                     | 1                                     | -                                     | -                                     |   |              |                          |                          |                          |                          |                          |                          |                          |  |  |                                  |                                  |                                  |   |   |   |   |
|  | 7º                                    | Libertad Burgi Vóley                  | 0                                     | 0                                     | 1                                     | -                                     | -                                     |   | 2º           | UPCN San Juan Vóley      | 3                        | 0                        | 3                        | 3                        | -                        |                          |  |  |                                  |                                  |                                  |   |   |   |   |
|  |                                       |                                       |                                       |                                       |                                       |                                       |                                       |   | 2º           | UPCN San Juan Vóley      | 3                        | 0                        | 3                        | 3                        | -                        |                          |  |  |                                  |                                  |                                  |   |   |   |   |
|  |                                       | 3º                                    | Lomas Vóley                           | 1                                     | 3                                     | 2                                     | 0                                     | - |              |                          |                          |                          |                          |                          |                          |                          |  |  |                                  |                                  |                                  |   |   |   |   |
|  | 3º                                    | 3º                                    | Lomas Vóley                           | 1                                     | 3                                     | 2                                     | 0                                     | - | Lomas Vóley  | 3                        | 3                        | 2                        | 3                        | -                        |                          |                          |  |  |                                  |                                  |                                  |   |   |   |   |
|  | 3º                                    |                                       |                                       |                                       |                                       |                                       |                                       |   | Lomas Vóley  | 3                        | 3                        | 2                        | 3                        | -                        |                          |                          |  |  |                                  |                                  |                                  |   |   |   |   |
|  | 6º                                    | Obras de San Juan                     | 1                                     | 2                                     | 3                                     | 0                                     | -                                     |   |              |                          |                          |                          |                          |                          |                          |                          |  |  |                                  |                                  |                                  |   |   |   |   |

Fonte: ACLAV

## Classificação final
| Posição           | Equipe               | Classificação                   |
| ----------------- | -------------------- | ------------------------------- |
| Medalha de ouro   | UPCN San Juan Vóley  | Sul-Americano de Clubes de 2019 |
| Medalha de prata  | Bolívar Vóley        | LVA de 2018–19                  |
| Medalha de bronze | Lomas Vóley          | LVA de 2018–19                  |
| 4                 | Ciudad Vóley         | LVA de 2018–19                  |
| 5                 | Gigantes del Sur     | LVA de 2018–19                  |
| 6                 | Obras de San Juan    | LVA de 2018–19                  |
| 7                 | Libertad Burgi Vóley | LVA de 2018–19                  |
| 8                 | Monteros Vóley Club  | LVA de 2018–19                  |
| 9                 | UNTreF Vóley         | LVA de 2018–19                  |
| 10                | River Plate          | LVA de 2018–19                  |
| 11                | PSM Vóley            | LVA de 2018–19                  |

## Premiações
| LVA de 2017–18                           |
| San Juan (província da Argentina)        |
| ---------------------------------------- |
| UPCN San Juan Vóley Campeão (7.° título) |

### Individuais
As atletas que se destacaram individualmente foram:
| MVP da Final              | Zbigniew Bartman    | UPCN San Juan Vóley  |
| Maior pontuador           | Zbigniew Bartman    | UPCN San Juan Vóley  |
| Melhor atleta estrangeiro | Zbigniew Bartman    | UPCN San Juan Vóley  |
| Melhor atleta nacional    | Martín Ramos        | UPCN San Juan Vóley  |
| Revelação                 | Tomás López         | Libertad Burgi Vóley |
| Prêmio valor em jogo      | Ignacio Fernández   | Ciudad Vóley         |
| Melhor central            | Martín Ramos        | UPCN San Juan Vóley  |
| 2° Melhor central         | Agustín Loser       | Ciudad Vóley         |
| Melhor ponteiro           | Rozalin Penčev      | Bolívar Vóley        |
| 2° Melhor ponteiro        | Miguel Ángel López  | Gigantes del Sur     |
| Melhor oposto             | Zbigniew Bartman    | UPCN San Juan Vóley  |
| Melhor levantador         | Maximiliano Cavanna | UPCN San Juan Vóley  |
| Melhor líbero             | Sebastián Garrocq   | UPCN San Juan Vóley  |